# Карбово (Куявсько-Поморське воєводство)
Карбово (пол. Karbowo, нім. Karben) — село в Польщі, у гміні Бродниця Бродницького повіту Куявсько-Поморського воєводства.
Населення — 1685 осіб (2011).
У 1975-1998 роках село належало до Торунського воєводства.

## Демографія
Демографічна структура станом на 31 березня 2011 року:
|          | Загалом | Допрацездатний вік | Працездатний вік | Постпрацездатний вік |
| -------- | ------- | ------------------ | ---------------- | -------------------- |
| Чоловіки | 868     | 223                | 599              | 46                   |
| Жінки    | 817     | 189                | 519              | 109                  |
| Разом    | 1685    | 412                | 1118             | 155                  |